# Шарифьянов, Максим Римович
Максим Римович Шарифьянов (род. 14 октября 1982, Уфа) — российский хоккеист, нападающий, тренер.

## Биография
Младший брат хоккеиста Вадима Шарифьянова. Играл за команды «Новойл» (1997/98 — 1998/99), «Китченер Рейнджерс» (OHL, 1999/2000), «Салават Юлаев» и «Салават Юлаев-2» (2000/01 — 2003/04), «Кристалл» Саратов (2003/04), «Спутник» Нижний Тагил (2004/05 — 2006/07), «Факел» Лесной (2004/05), «Спутник-2» Нижний Тагил (2005/06 — 2006/07), «Зауралье» Курган (2007/08), «Южный Урал» Орск (2007/08 — 2008/09), «Газпром-ОГУ» и «Газпром-ОГУ-2» (Оренбург, 2008/09).
В чемпионате Казахстана выступал за «Бейбарыс» Атырау (2009/10 — 2012/13, 2015/16 — 2017/18), «Иртыш» Павлодар (2013/14, 2017/18), «Арыстан» Темиртау (2014/15), «Астана» (2018/19, капитан).
Окончил Восточный институт экономики, гуманитарных наук, управления и права.
Тренер в ДЮСШ им. Азаматова (Уфа, 2019—2021). Тренер в команде НМХЛ «Полёт» Рыбинск (2021/22).